# フォルクスワーゲン・VR6型エンジン

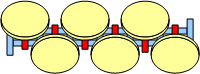
15度のバンク角度を持つVR6型エンジンを上方から見た概念図

フォルクスワーゲン・VR6型エンジン（VR6）は、フォルクスワーゲン・グループによって開発された6気筒の狭角V型エンジンであり、1991年に登場した。VR6という名称は、VがV型エンジン、Rがドイツ語で直列エンジンを意味するReihenmotorの頭文字から付けられている。長らくVR6の名称で親しまれてきたが、現在におけるフォルクスワーゲン・VR型6型エンジンの正式名称はV6である。
特徴としては、通常のV型6気筒エンジンや直列6気筒エンジンと比べるとより緻密で高精度な設計が要求されるが、V型6気筒エンジンより全幅を細く設計でき、それでいて直列4気筒エンジンとさほど変わらない全長を保つことができるため、6気筒エンジンでありながら非常にコンパクトなエンジンが作れることにある。また、V型6気筒エンジンはシリンダーヘッドが二つ必要なところを、VR6型エンジンでは全幅が細い特徴を生かして直列型エンジンと同様にシリンダーヘッドを一つで済ませられる。これらはエンジン軽量化とともに原材料コストの低減化に貢献し、他にも、点火順序が直列6気筒エンジンと同一のため、直列6気筒エンジンに近いエンジン振動の静粛性が見込める。
現在発売されているVW車では、従来表記されてきたVR6からV6へ名称変更が行われたが、これはマーケティング上の知名度を優先したためであり、エンジンはフォルクスワーゲン・VR6型エンジンのままである。ちなみに、このエンジンの名称VR6のVRが今ではそのまま狭角V型の固有名詞になっている（V6がV型6気筒を表すように、VR6は狭角V型6気筒を表す。海外、特に欧州ではVR=狭角V型という認識が一般的）。
フォルクスワーゲン・VR6型エンジン（VR6）は、グループの中核を担う主力エンジンに成長し、フォルクスワーゲンに留まらず様々なメーカーの車に搭載されるようになった。また、VR型6気筒エンジン（VR6）から派生して、VR型5気筒エンジン（VR5）、WR型8気筒エンジン(W8/WR8)、WR型12気筒エンジン（W12/WR12）が開発され、こちらも様々なメーカーの車に搭載されている。

## 概要

3種類のエンジン形式略図— a: 直列エンジン, b: V型エンジン, c: 狭角V型エンジン

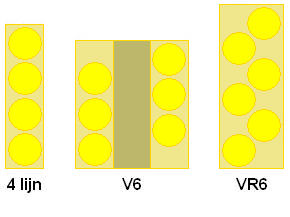
3種類のエンジン形式を真上から見たところ。
左:直列4気筒、中央:V型6気筒、 右:狭角V型6気筒(VR6)
注記:V型6気筒は左右シリンダーバンクに一つずつのシリンダーヘッドを持つが、狭角V型6気筒は直列4気筒と同じくシリンダーヘッドを一つしか持たない

VR6型エンジンに代表される狭角V型エンジンは、元々は1920年代から1960年代に掛けて製造されたランチアの「staggered-four」V型4気筒エンジン(en:Lancia_V4_engine)が発祥である。このエンジンは元々直列4気筒をベースにコンパクト化を図る目的で、エンジン全長の短縮化のためにピストン配置を直列から千鳥状（ジグザグ）に配置し、エンジン全幅を抑えるためにシリンダーバンク角度を20度前後とすることでシリンダー間隔を切り詰めた擬似的なV型4気筒構成をとっている。基本的にVR6型エンジンもこのデザインコンセプトをほぼ踏襲する形で設計された。そのため、VR6型エンジンに限らず狭角V型エンジンそのものがV型エンジンの派生系と言うより、直列エンジンを千鳥状にジグザグ配置させた直列エンジンの亜流と言った方が適切である。
ランチアのエンジンは後輪駆動用の全長を抑えた縦置きエンジンとして搭載するために設計されたのに対して、VR6型エンジンは前輪駆動用のコンパクトな横置きエンジンとして小型車にも搭載する目的で設計された。例えば、エンジンを横置き搭載する場合、V型6気筒エンジンはシリンダーバンク角が通常60度から120度あるためエンジン全幅が広く、十分なクラッシャブルゾーンを確保するために車体全長を長く取らざるを得ないが（縦置きに搭載すると更に悪化する）、VR6型エンジンはシリンダーバンク角を15度から10.6度の狭角とすることでエンジン全幅を大幅に短縮し、狭角ながらもV型エンジン構成をとるためエンジン全長も短く抑えることができる。このため6気筒エンジンでありながら既存の直列4気筒エンジン横置き搭載車（ゴルフのような小型車）のエンジンルームへの格納を可能とした。このようなコンパクト化は同時にエンジン軽量化に繋がり車体フロント部の軽量化は車体バランスを良くし、尚且つ、コンパクト化=原材料コストの低減という形でコストダウンに貢献した。他にも、VR6型エンジンは点火順序が直列6気筒エンジンと同一のため、直列6気筒エンジンに近いエンジン振動の静粛性が見込める。
V型6気筒エンジンではシリンダーヘッドが二つ必要だが、VR6型エンジンは全幅の細さを生かしてシリンダーヘッドを一つで済ませられる。このため必然的にV型エンジンの半分のカムシャフトで全てのポペットバルブを動作させる構造が必要になる。こうした構造を実現するためにやや複雑な配置のロッカーアーム機構が必要となった。しかし、設計こそ複雑で緻密なものになるもののシリンダーヘッド全体でみると、二つを一つに一体化し尚且つコンパクト化された結果、構造が大規模から小規模になり部品点数の削減も加わって全体が簡素化され、こちらも軽量化とともに製造コストの低減化を図ることが出来た。
初期のVR6型エンジンは吸気1・排気1の12バルブ構成のDOHCレイアウトで、2本のカムシャフトはそれぞれ6個のカム山を持っていた。しかしロッカーアームの配置は一般的なDOHCとは異なり、2本のカムシャフトのうち前方のカムシャフトが前シリンダーバンクの吸排気バルブを駆動し、後方のカムシャフトが後シリンダーバンクの吸排気バルブを駆動するという、SOHCのカムシャフトによく似た動作構成が採られていた。
その後VR6型エンジンが吸気2・排気2の24バルブ構成となった時、前方のカムシャフトは6気筒全ての吸気バルブを動作させ、後方のカムシャフトが6気筒全ての排気バルブを動作させる一般的なロッカーアーム式DOHCエンジンの動作構成に変更された。ただし、現在でも廉価グレードの12バルブエンジンには依然前述の動作構成のロッカーアーム配置が用いられている。
最初に登場した12バルブ構成のVR6型エンジンは2.8Lの排気量を持ち、最高出力は174馬力(128kW)、最大トルクは240Nmであった。

## 詳細仕様

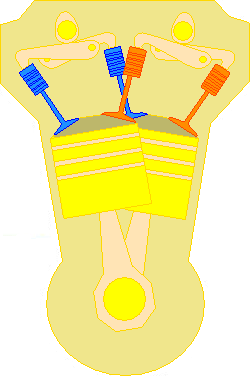
24バルブ構成のVR6型エンジンのロッカーアーム配置図。一般的なDOHCと同様に左側カムシャフトが全ての吸気バルブを駆動する吸気カムとなり、右側のカムシャフトが全ての排気バルブを駆動する排気カムとなるようにロッカーアームが配置されている。

最初のVR6型エンジンは、鋳鉄製シリンダーブロックとアルミ合金製クロスフローシリンダーヘッドを持ち、バルブ数は1気筒あたり2バルブ、タイミングチェーンで駆動されるDOHCエンジンであった。点火装置と燃料噴射装置はボッシュ製en:MotronicECUで制御、吸入空気量はエアフロメーターで計測され、エンジンのノッキングはシリンダーに設けられた2つのノックセンサーで検出され適切に点火時期が制御されている。排気ガスは三元触媒で浄化され、当時の排ガス規制をクリアしていた。
フォルクスワーゲンは最初のVR6型エンジンに "AAA" という識別IDコードを与えた。"AAA" 型のVR6型エンジンは2.8Lの排気量を持ち、ボアは81.0 mm、ストロークは90.0 mm、シリンダーバンク角度は15度で、圧縮比は10.0:1であった。なお、ヨーロッパ国内の仕向地によっては2.9Lのエンジンも用意していたために、2.9 Lエンジンには"ABV"という識別IDコードが与えられた。
クランクシャフトは鍛造製で、6つのクランクピンと7つのメインベアリングを備えている。シリンダーはフリクションを軽減するためにコネクティングロッドメインジャーナルから22度オフセットされたオフセットシリンダーを採用している。吸気バルブ径は39.0 mm、排気バルブ径は34.3 mmであり、ラッシュアジャスター（油圧タペット）を介したロッカーアームによって駆動される。ピストンとピストンリングは通常のエンジンと変わらない構造のものを使用しているが、シリンダーヘッドを一つしか持たないためピストントップはシリンダーに対して斜めに傾いており、シリンダーブロック上面に出て来るピストントップが全て水平面を示すように製作されている。

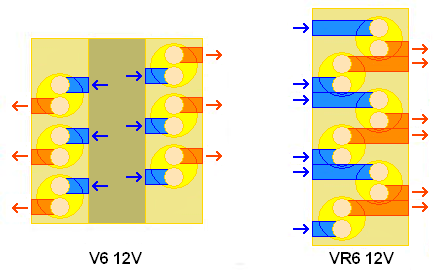
12バルブ仕様のV型6気筒およびVR6型エンジンの吸排気ポートの模式図

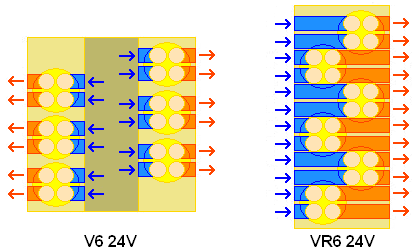
24バルブ仕様のV型6気筒およびVR6型エンジンの吸排気ポートの模式図

VR6型エンジンは一つのシリンダーヘッドで千鳥配置されたシリンダーに吸排気ポートを設ける関係上、シリンダーの前後バンクで吸気ポートと排気ポートの長さが異なっている。吸気ポートの長さの違いはインテークマニホールドのランナーの長さを変えることと、カムシャフトのオーバーラップ量を調整することで対処している。なお、最初のVR6型エンジンでは前後バンクで吸気ポートの長さが420 mm違っていた。排気ポートの長さの違いは3つのY字型エキゾーストマニホールドの長さ調整で対処している。VR6型エンジンのエキゾーストマニホールドは鋳鉄製で、6-3-1の順番で排気が集合されている。
冷却系統のウォーターポンプはシリンダーブロックに設けられたベルトドライブ式のメインポンプの他に、エンジン停止中の冷却水循環の為の電動式サブウォーターポンプが備えられている。オイルフィルターは一般的なスピンオン式ではなく、分解交換式のものがこのエンジンから採用された。油圧系統はドライサンプで、オイルポンプはインターミディエイトシャフトで駆動される。オイルポンプ内には油圧制御バルブが内蔵されている。
シリンダーブロックはパーライト質の良質な調質鋼から削り出されており、シリンダーは3気筒ずつ15度の角度で左右に振り分けられて穴が開けられており、各バンクのシリンダーの間隔は65 mmである。通常のV型6気筒に比べると若干エンジンの長さは長くなるが、シリンダーヘッドを一つしか持たない分、エンジン全幅はかなり小さくなる。
前後バンクのシリンダーの中心線はクランクシャフトの中心線から12.5 mmずつオフセットされており、120度間隔で各気筒に点火する直列6気筒と同様の点火時期を採用してエンジン振動の軽減を図っている。点火順序は1-5-3-6-2-4である。

## 歴史

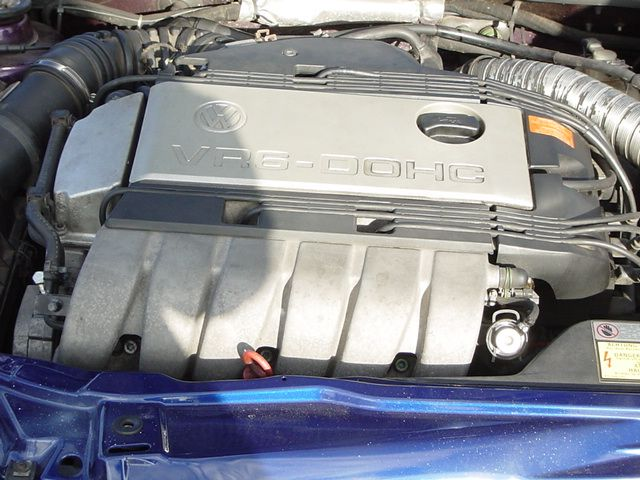
ヨーロッパ仕様(ドイツ国外仕様)のフォルクスワーゲン・コラードに搭載されたABV 2.9L VR6型エンジン

VR6型エンジンは1991年に2.8Lエンジンがドイツ国内のパサート、コラードに採用された。そのほかにも、ゴルフⅢ、シャラン、ヴァナゴンなどに採用されている。カムシャフトは2本で、バルブ数は吸気1、排気1の2バルブであった。
北米市場とドイツ国外の欧州市場では翌年の1992年よりVR6型エンジンの導入が始まった。北米仕様のVR6型エンジンはドイツ本国と同様の2.8Lエンジンであったが、欧州仕様のコラードとパサート4WDでは190馬力の2.9L"ABV"エンジンが採用された。このエンジンではボアストロークは81.0×90.0ミリから82.0×90.3ミリ、触媒も6センチに拡大され、フューエルレギュレーターやカムシャフトなども専用のものが用いられた。
コラードに搭載された2.9Lエンジンには設計段階では新開発の可変長式インテークマニホールド（VSR (ドイツ語: "Variables SaugRohr"）が採用されており、Pieronbergのチューニングでモータースポーツにも投入された。しかしコスト増大を最小限に抑えるために1992年の市販エンジンでの採用は見送られ、アフターマーケットオプションとして提供されるに留まった。この可変長式インテークマニホールドの設計は後にSchrickに売却され、Schrick VGI（"Variable Geometry Intake"）として市場に提供される事になった。
1992年からはドイツ国内のゴルフⅢにも導入され、VR6型エンジンはヨーロッパの中小セグメントのハッチバック車両にも本格的に展開され始めた。北米市場への投入は1994年から始まったが、欧州市場では先行して2.9Lエンジンを搭載したモデルが登場、後にヴェントやジェッタなどにも採用が広まった。

### VR5型エンジンの登場
1997年、フォルクスワーゲンはVR6型エンジンの6気筒から1気筒を減じて5気筒としたVR型5気筒エンジン（VR5）を発表。奇数シリンダーのV型エンジンはホンダが1980年代のロードレース世界選手権に投入した2ストロークV型3気筒エンジン以来のものであった。排気量は2.3Lで最大出力は150馬力、最大トルクは210Nmであり、1997年モデルのパサートから市販が開始された。ゴルフとボーラ(北米名ジェッタ)には1999年より搭載され現在に至っている。

### 24バルブVR6型エンジン
1999年には従来の2.8LVR6型エンジンは1気筒辺り吸気2・排気2の4バルブとし、可変長式インテークマニホールドを採用した24バルブエンジンに進化。最大出力は201馬力、最大トルクは265Nmにまで向上した。このエンジンは同年モデルのパサート（縦置きエンジンレイアウト）から導入され、欧州市場向けにはゴルフとジェッタにも搭載された。この年にはフォルクスワーゲンの4WDシステムである"4motion"と共にVR6型エンジンの正式な商標登録も行われ、名実共に狭角V型エンジンの代名詞となっていった。現在では"4motion"4WD車には全車VR6型エンジンが搭載されている。
2001年にはVR5型エンジンにもこのマルチバルブ技術が導入され、最大出力は170馬力の20バルブVR5型エンジンに進化した。この年には商用車であるen:Volkswagen Transporter (T4)にも24バルブVR6型エンジンが搭載されるようになり、旧来のV型6気筒エンジンからの完全移行が達成された。

### 新型12バルブエンジン
旧来の12バルブエンジンは1999年の24バルブエンジン投入と同時に動弁系統のアップグレードを受ける。このエンジンは24バルブエンジンと同様に左側バンクのカムシャフトが全ての吸気バルブを駆動する吸気カムとなり、右側バンクのカムシャフトが全ての排気バルブを駆動する排気カムとなるようにロッカーアームが配置され、10.5:1の圧縮比と可変長式インテークマニホールドも採用されて最大出力は177馬力、最大トルクは245Nmとなった。このエンジンは北米市場向けのゴルフⅣ/ジェッタより導入が始まり、比較的廉価なモデルに幅広く採用され現在に至っている。

### 3.2L/3.6Lエンジン
2001年にはニュービートルの限定生産モデルであるビートルRSI向けに228馬力を発揮する3.2Lエンジンが採用された。このエンジンは後にゴルフⅣR32（241馬力）やゴルフⅤR32（247馬力）、アウディ・TT（247馬力）にも採用された。ゴルフⅣには2.75インチ、TTには3インチの大径エアフロメーターが採用されている。
2005年には横置きエンジンに回帰した6代目パサートが3.2L FSIエンジンを採用、北米では3.6Lに排気量が拡大された280馬力仕様のVR6型エンジンがヨーロッパ市場に先だって発売された。2005年モデルからは成層燃焼（FSI）燃料噴射装置が採用され、3.2Lエンジンは250馬力を発揮するようになった。
2008年のパサートR36からは3.6L FSIエンジンは299馬力/350Nmに出力が向上し、4motion 4WD車には標準でデュアルクラッチトランスミッション（DSG）が組み合わされるようになった。

### WR型12気筒エンジン（W12/WR12）の登場
2001年、フォルクスワーゲンはVR6型エンジンで培った狭角V型エンジンの技術を応用し、フォルクスワーゲン・VR6型エンジン（VR6）を二つ組み合わせ、ダブルV（VV）構成とすることで、72度のシリンダーバンク角度を持つ市販用W型12気筒エンジン、フォルクスワーゲン・WR12型エンジン（W12/WR12）を発表した。正式名称はW12（その形状からWR12とも呼ばれる）。コンセプトカー、フォルクスワーゲン・W12ナルドで初搭載され、排気量6.0L、最大出力600馬力、モーターショー出展1週間前の24時間連続走行テストにおいて、平均速度295.24km/hで7,085.7kmを走りきり、従来の世界記録を12km更新する24時間走行距離の世界記録を樹立した。W12は、ベントレーやアウディ等、フォルクスワーゲングループの高級車を中心に搭載されている。WR型12気筒エンジンW12/WR12から派生した、WR型8気筒エンジンW8/WR8やWR型16気筒エンジンW16/WR16にもこの構造は採用され、今日では史上最も成功したW型エンジンのひとつとなっている。

## 搭載車両

### VR6型
- フォルクスワーゲン・ゴルフ Mk3
- フォルクスワーゲン・ゴルフ Mk4
- フォルクスワーゲン・ゴルフ Mk5
- フォルクスワーゲン・ジェッタ/ヴェント Mk3
- フォルクスワーゲン・ジェッタ/ヴェント/ボーラ Mk4
- フォルクスワーゲン・ジェッタ Mk6
- フォルクスワーゲン・ニュービートル
- フォルクスワーゲン・コラード
- フォルクスワーゲン・イオス
- フォルクスワーゲン・パサート（B3, B4, B6）
- フォルクスワーゲン・パサート CC
- フォルクスワーゲン・フェートン
- フォルクスワーゲン・トゥアレグ
- フォルクスワーゲン・シャラン / セアト・アルハンブラ / フォード・ギャラクシー
- フォルクスワーゲン・トランスポルター (T4)
- フォルクスワーゲン・トランスポルター (T5)
- アウディ・A3 Mk2
- アウディ・TT
- アウディ・Q7
- ポルシェ・カイエン（エンジンブロックに採用）
- セアト・レオン
- シュコダ・スペルブ（B6, 3T）
- メルセデス・ベンツ・Vクラス（初代）

### VR5型
- フォルクスワーゲン・ゴルフ Mk4
- フォルクスワーゲン・ボーラ
- フォルクスワーゲン・パサート（B5）
- フォルクスワーゲン・ニュービートル
- セアト・トレド Mk2

### WR8型
- フォルクスワーゲン・パサート（B5）

### WR12型
- アウディ・A8 W12
- ベントレー・コンチネンタルGT
- ベントレー・コンチネンタル・フライング・スパー（2005年モデルより）
- スパイカー・C12 LaTurbie
- スパイカー・C12 ザガート
- スパイカー・D12 Peking-to-Paris
- フォルクスワーゲン・フェートン W12
- フォルクスワーゲン・トゥアレグ W12